# Tomis canus
Tomis canus es una especie de araña saltarina del género Tomis, familia Salticidae. Fue descrita científicamente por Galiano en 1977.
Habita en Perú.